# Гаула (район)
Гаула (порт. Gaula)  —  район (фрегезия) в Португалии,  входит в округ Мадейра. Расположен на острове Мадейра. Является составной частью муниципалитета  Санта-Круш. Население составляет 3092 человека на 2001 год. Занимает площадь 7,07 км².
Покровителем района считается Дева Мария (порт. Nossa Senhora da Luz).